# Amadeu Vives i Roig

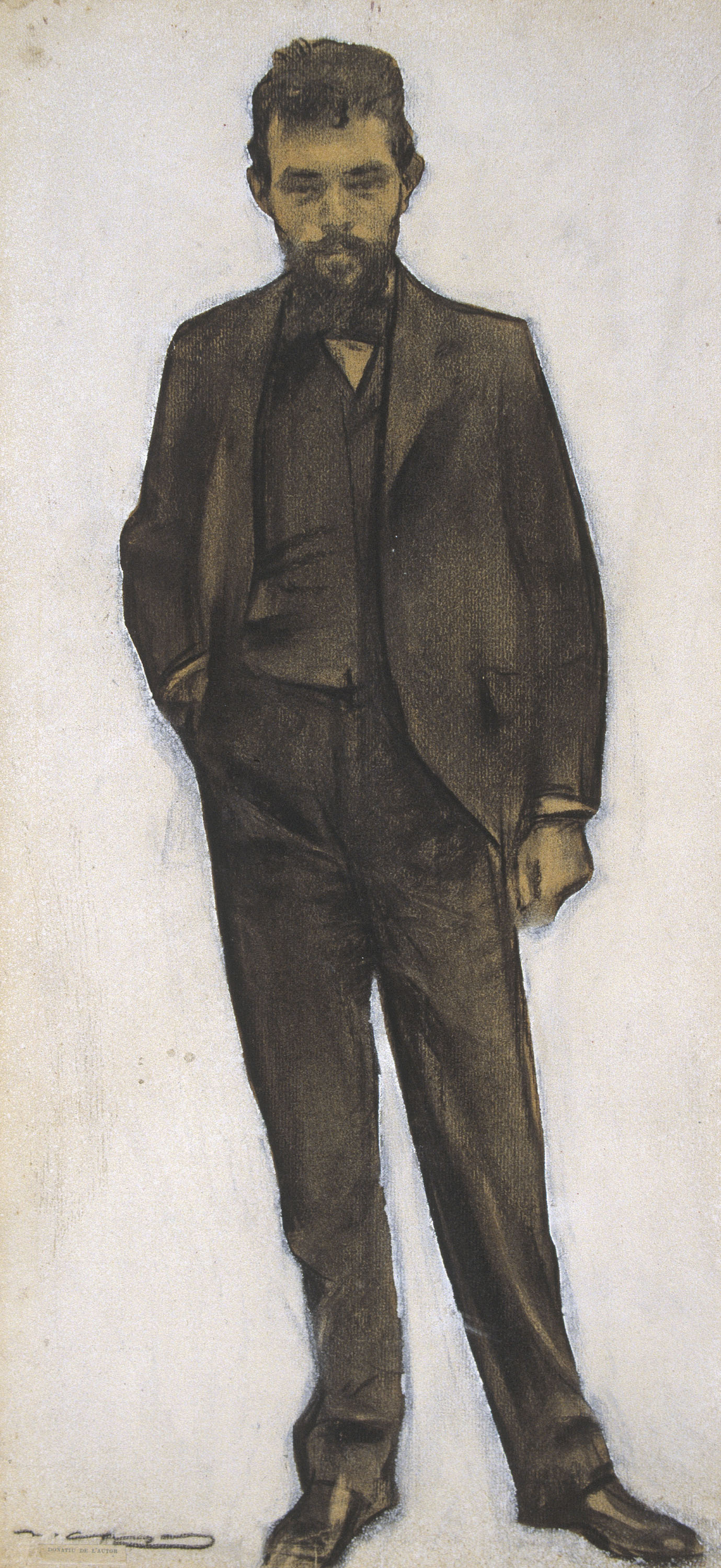
Amadeu Vives i Roig dargestellt von Ramon Casas

Amadeu Vives i Roig (* 18. November 1871 in Collbató; † 2. Dezember 1932 in Madrid) war ein katalanischer Komponist und Schriftsteller. Sein gutes Gespür für Dramatik und seine Stärke in der Lyrik ließen ihn zu einem bedeutenden Vertreter des Musiktheaters werden.

## Leben und Werk
Amadeu Vives wurde im November 1871 als jüngstes Kind einer Bäckerfamilie mit 14 Kindern in Collbató nahe Kloster Montserrat geboren. Er lernte Solfeggio bei seinem Bruder Camille Vives i Roig. 1881 zog seine Familie nach Barcelona. Er trat in Barcelona in die Kapelle von Santa Anna ein und studierte dort bei Josep Ribera Harmonielehre und Komposition. Er sang auch im Kinderchor des Gran Teatre del Liceu. Er spielte im Café Colom, wo er die Bekanntschaft mit den Politikern Francesc Cambó und Pere Coromines machte und sich mit beiden anfreundete und im  Pelayo, wo er 1889 Lluís Millet kennenlernte.
Er wirkte als Kapellmeister der Nonnen des Col·legi de Nostra Senyora de Loreto. Ab 1891 schrieb er einige Chorstücke für den gerade gegründeten Orfeó Català. Er arbeitete in dieser Zeit auch an einer Oper, die aber nie öffentlich wurde. 1897 brachte ihm die Uraufführung der Oper Artus  auf einen Text von S. Trullol i Plana im Teatre Novetats einen großen Erfolg, der ihn veranlasste, nach Madrid umzuziehen. Dieser Weggang verursachte beispielsweise bei dem Chorleiter des Orféo Català Lluís Millet Irritationen. Die kulturellen (und auch die physischen) Verbindungen zu Katalonien aber gab Vives lebenslang nie auf, was seine weiteren Kompositionen für den Orfeó Català unter Beweis stellen. Das erste Madrider Werk von Amadeu Vives wurde dann das dreiaktige Don Lucas del Cigarral von 1899. Bald folgte La balada de la luz (1900, „Ballade des Lichts“). Beide Stücke wurden von der Kritik wohlwollend aufgenommen. 1901 folgte die Zarzuela Doloretes („Kleine Schmerzen“), die Vives einen außerordentlichen Erfolg brachte. Sie brachte ihm den Durchbruch als Komponist im Bereich des Musiktheaters.
1904 veröffentlichte er die bereits vom Verismus geprägte Zarzuela Bohemios (1920 in eine Oper umgeschrieben, „Bohèmiens“), für die er von der Madrider Kritik nach der Uraufführung zunächst des Plagiates bezichtigt wurde. Giacomo Puccini selbst sprach ihn nach dem Studium seiner Partitur von diesem Vorwurf frei. Mit der Operette La generala (1912, „Die Generalin“) näherte sich Vives schließlich dem Wiener Operettenstil an. Dieses Werk wurde in Barcelona dann zeitgleich in drei Theatern gespielt. Mit Zarzuelas wie Juegos malabares (1910, „Zauberspiele“), Anita la risueña (1911, „Die lächelnde Anita“), Maruxa (1914; 1915 in eine Oper umgeschrieben, Maruxa = Maria Juana), El señor Pandolfo (1916, „Der Herr Pandolfo“), Trianerías (1919, „Tänze von Triana“), Balada de Carnaval (1919, „Karnevalsballade“), Doña Francisquita (1923), Talismán (1932, „Talismann“) eroberte er das Madrider Musiktheater. Vives arbeitete mit Librettisten wie Federico Romero, Guillermo Fernández Shaw, Enric Morera,  Manuel Quislant, José Guervós, Gerónimo Giménez, Vicente Lleó und Miguel Echegaray  zusammen. Vives Zarzuelas sind wohlgeformte Bühnenstücke, in denen vor allem die melodische Linie und Harmonisation hervorstechen. Die gut singbaren Melodien sind emotional und lyrisch zugleich ohne jemals übertrieben oder künstlich zu wirken.
Im Bereich der Oper muss Euda d'Uriac auf einen Text von Àngel Guimerà genannt werden, die 1900 erfolgreich in Barcelona uraufgeführt wurde. Bemerkenswert sind auch Vives Canciones epigramàticas (1915), die aus Texten des 16. und 17. Jahrhunderts inspiriert sind. Neben seinen ungefähr 115 Produktionen für das Musiktheater müssen auch seine Chorwerke erwähnt werden. Hier sticht insbesondere seine Chorsuite Follies i paisatges („Texte und Landschaften“) aus dem Jahr 1928 hervor, die vom Orfeó Català uraufgeführt wurde. Er ist auch der Komponist des Vokalwerkes La Balanguera auf einen Text des mallorquinischen Dichters Joan Alcover. Darüber hinaus hat Vives zahlreiche Sardanas wie Matinada santpolenca, Montserratina, Eixelebrada und Goigs i planys verfasst.
Vives hinterließ auch ein angesehenes literarisches Werk mit Essays, einer Autobiographie und der Theaterkomödie Jo no sabia que el món era així! („Ich wusste nicht, dass die Welt so ist!“), die 1929 in Barcelona uraufgeführt wurde. Vives arbeitete für Periodika wie La mañana, El Liberal und La Tribuna mit. Er war Mitglied des Ateneo de Madrid. Er kannte und bewunderte das Werk Richard Wagners. In seinen eigenen Werken ist allenfalls in den Opern Artus und Euda d’Uriac ein Einfluss des deutschen Komponisten feststellbar. Dem Werk von Richard Strauss brachte er dagegen kaum Interesse entgegen.
Vives tendierte künstlerisch klar zum Verismus. Er starb am Tag der Premiere seiner zuletzt komponierten Zarzuela El talismán, am 2. Dezember 1932, an einer Myokarditis in Madrid. Am 3. Dezember 1932 wurde er im Palau de la Música Catalana in Barcelona aufgebahrt und anschließend auf dem Cementiri de Montjuïc beigesetzt. Im September 2015 wurden seine sterblichen Überreste auf den Friedhof seiner Heimatgemeinde Collbató umgebettet.